# Lucio Gaudino
Lucio Gaudino (Napoli, 2 marzo 1953) è un regista, sceneggiatore e produttore cinematografico italiano.

## Biografia
Ha realizzato film e serie televisive. Nel 1991 ha scritto e diretto Adelaide, una commedia di ambientazione settecentesca, con Agnese Nano, Philippe Leroy e Assumpta Serna. Ha poi realizzato nel 1994 Io e il re, prodotto dalla Duea e da Rai 1, con Laura Morante, Franco Nero e Philippe Leroy. Il suo film successivo è stato Prime luci dell'alba con Gian Marco Tognazzi e Laura Morante. Il film, nel 2000, ha partecipato in concorso al Festival di Berlino. Nel 2003 dirige Segui le ombre, un noir ispirato a “I misteri di Alleghe” e prodotto da Rai Cinema. Il film partecipa a numerosi festival internazionali.
Per la televisione dal 1999 al 2003 ha diretto episodi del serial La squadra per Rai 2. Nel 1999 ha realizzato per Mediaset Dov'è mio figlio con Laura Morante. Nel 2005 gli viene affidata la regia di Distretto di Polizia 5. Nel 2006 dirige Lino Banfi e Gerry Scotti in Il mio amico Babbo Natale 2, prodotto dalla Tao2, e trasmesso su Canale 5. Nel 2007-2008 dirige Terapia d'urgenza per Rai 2.
Ha scritto con Andrea Ferreri e pubblicato con l'editore Longanesi il romanzo L'enigma del digiunatore. Il libro, ambientato alla fine dell'800, racconta un'avventura di Cesare Lombroso, chiamato dalla polizia italiana a risolvere un misterioso omicidio. Dal libro è stata tratto da Rai 2, in coproduzione con TF1 e la Taurus Film, Investigatori d'Italia, una serie televisiva in tredici episodi di 55 minuti ambientata nella Torino dell'800.
Nel 2012-13 ha prodotto con la Habanafilm due lungometraggi per il cinema: Barbara ed io (regia di Raffaele Esposito) e Eppideis (Seven little killers) (regia di Matteo Andreolli).

## Filmografia

### Cinema
- La seconda notte (1986) - sceneggiatura
- Adelaide (1991)
- Abbronzatissimi 2 - Un anno dopo (1993) - sceneggiatura
- E quando lei morì fu lutto nazionale (1993)
- Io e il re (1995)
- Prime luci dell'alba (2000)
- Segui le ombre (2003)
- Eppideis (Seven Little Killers) (2014) - produzione
- Barbara ed io (2015) - produzione
- Il camionista (2016)
- Fausto & Furio (2017)

### Televisione
- Investigatori d'Italia, regia di Paolo Poeti – miniserie TV, sceneggiatura (1987)
- È proibito ballare - Serie TV (1989, sceneggiatura vari episodi)
- La squadra - Serie TV (1999-2003, regia vari episodi)
- Dov'è mio figlio - Film TV (2000, regia)
- Distretto di Polizia 5 - Serie TV (2005, regia 26 episodi)
- Il mio amico Babbo Natale 2 - Film TV (2006, regia)
- Terapia d'urgenza - Serie TV (2008, regia)